# Fracton
Een fracton is een collectieve gekwantiseerde trillingswijze op een substraat met een fractale structuur.
Fractonen zijn het fractale analogon van fononen. Fononen zijn het gevolg van het toepassen van translatiesymmetrie op de potentiaal in een schrödingervergelijking. Men kan fractale zelfsimilariteit als een symmetrieoperatie beschouwen enigszins te vergelijken met translatiesymmetrie. Bij translatie is de operatie waaronder het substraat ongewijzigd blijft een verschuiving, bij zelfsimilariteit is het schaalvergroting of -verkleining. De kwantummechanische oplossingen van een dergelijk probleem leiden in het algemeen tot een continuüm van toestanden met verschillende frequenties, dat wil zeggen een fractonband vergelijkbaar met een fononband. De bijbehorende trillingswijzen beslaan echter maar een deel van het substraat en zijn dus niet geheel gedelocaliseerd in tegenstelling tot de fonontrillingswijzen. In plaats daarvan is er een hiërarchie van trillingwijzen die een steeds kleiner deel van het substraat omvatten.